# Taenaris gorgo
Taenaris gorgo är en fjärilsart som beskrevs av Kirsch 1877. Taenaris gorgo ingår i släktet Taenaris och familjen praktfjärilar. Inga underarter finns listade i Catalogue of Life.